# Карбонат барію
Карбона́т ба́рію, ба́рій карбона́т — неорганічна сполука, барієва сіль ряду карбонатів складу BaCO3. За звичайних умов є білими, малорозчинними у воді кристалами.
У природі сполука поширена у вигляді мінералів вітериту (BaCO3) й альстоніту (BaCO3·CaCO3, із домішками SrCO3).
Застосовується у виробництві скла, цегли і бетону, магнітних матеріалів, у фотографії.

## Фізичні властивості

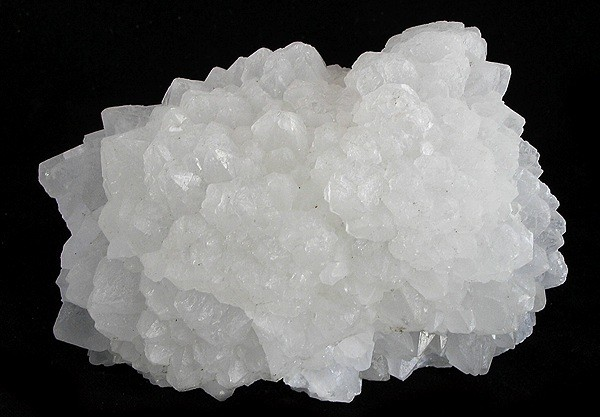
Мінерал вітерит

Карбонат барію може існувати у трьох модифікаціях: ромбічній γ-BaCO3 (стійка до 811 °C), гексагональній β-формі (стійка у проміжку 811—982 °C) та кубічній α-формі (від 912 °C і до температури плавління)
При нагрівання карбонату утворюється оксид барію (реакція підсилюється наявністю слідів води). Ці дві сполуки розчиняються одна в одній за підвищених температур (наприклад, при 1000 °C розчиняється 10 мол. % оксиду в карбонаті і 5 мол. % карбонату в оксиді).
У воді BaCO3 майже не розчиняється (добуток розчинності 2,58⋅10-9). Часткове розчинення можливе при насиченні води вуглекислим газом (процес відбувається за рахунок утворення розчинного гідрокарбонату).

## Отримання
Основною сировиною для отримання карбонату барію є природний сульфат барію BaSO4 (барит). Його відновлюють при взаємодії з коксом:
{\displaystyle \mathrm {BaSO_{4}+4CO\longrightarrow BaS+4CO_{2}} }
Реакцію проводять при температурі 1100—1200 °C (відхилення від цих меж на 50 °C помітно зменшує швидкість реакції) протягом 10 хвилин. Після завершення взаємодії розчинний сульфід барію вимивають гарячою водою, відділяючи від мінеральних залишків. Інший продукт відновлення, оксид вуглецю CO2, регенерується коксом і повертається у піч:
{\displaystyle \mathrm {CO_{2}+C\leftrightarrows 2CO} }
У випадку присутності у руді домішок SiO2 відбувається втрата як сировини, так і продукту — внаслідок утворення нерозчинного ортосилікату:
{\displaystyle \mathrm {2BaSO_{4}+SiO_{2}\longrightarrow Ba_{2}SiO_{4}+2SO_{3}} }
{\displaystyle \mathrm {BaCO_{3}+SiO_{2}\longrightarrow BaSiO_{3}+CO_{2}} }
{\displaystyle \mathrm {BaSiO_{3}+BaCO_{3}\longrightarrow Ba_{2}SiO_{4}+CO_{2}} }
Наступною стадією є осадження карбонату. Переважним способом є його осадження шляхом пропускання вуглекислого газу (його отримують як продукт згоряння):
{\displaystyle \mathrm {2BaS+CO_{2}+H_{2}O\longrightarrow BaCO_{3}\downarrow +Ba(HS)_{2}} }
{\displaystyle \mathrm {Ba(HS)_{2}+CO_{2}+H_{2}O\longrightarrow BaCO_{3}+2H_{2}S} }
Іншим способом є содовий процес:
{\displaystyle \mathrm {BaS+Na_{2}CO_{3}\longrightarrow BaCO_{3}\downarrow +Na_{2}S} }
Взаємодія проводиться між 15% розчином сульфіду і 30% розчином карбонату натрію у резервуарі з перемішуванням.
Економічно обидва способи є рівноцінними, тому вибір між ними здійснюється з міркувань застосування побічних продуктів — сірководню чи сульфіду натрію: сірководень може бути сировиною для отримання сірки чи сульфатної кислоти, а з розчину сульфіду отримують кристалогідрати Na2S (з 60% солі).

## Хімічні властивості
При нагріванні більше 1360 °C розкладається із утворенням оксиду барію:
{\displaystyle \mathrm {BaCO_{3}{\xrightarrow {>1360^{o}C}}\ BaO+CO_{2}\uparrow } }
Він є практично нерозчинним у воді; під тиском вуглекислого газу частково переходить у розчинний гідрокарбонат:
{\displaystyle \mathrm {BaCO_{3}+CO_{2}+H_{2}O\leftrightarrows Ba(HCO_{3})_{2}} }
Як типовий карбонат, легко розкладається кислотами, утворюючи відповідну сіль і нестійку карбонатну кислоту:
{\displaystyle \mathrm {BaCO_{3}+2HCl\longrightarrow BaCl_{2}+CO_{2}+H_{2}O} }
{\displaystyle \mathrm {BaCO_{3}+2HNO_{3}\longrightarrow Ba(NO_{3})_{2}+CO_{2}+H_{2}O} }
{\displaystyle \mathrm {BaCO_{3}+2CH_{3}COOH\longrightarrow (CH_{3}COO)_{2}Ba+CO_{2}+H_{2}O} }
{\displaystyle \mathrm {BaCO_{3}+2HF{\xrightarrow {900-1100^{o}C}}\ BaCO_{3}+CO_{2}+2HF} } (розчинення у флуоридній кислоті, висушування розчину і прокалювання залишку)
{\displaystyle \mathrm {BaCO_{3}+H_{2}S{\xrightarrow {1000^{o}C,\ H_{2}}}\ BaS+CO_{2}+H_{2}O} }
Карбонат барію бере участь у реакціях обміну з іншими солями:
{\displaystyle \mathrm {BaCO_{3}+FeI_{2}\longrightarrow BaI_{2}+FeCO_{3}} }
Кристалічний карбонат при нагріванні реагує з деякими неметалами:
{\displaystyle \mathrm {2BaCO_{3}+2S{\xrightarrow {t}}\ 2BaS+2CO_{2}+O_{2}} }
{\displaystyle \mathrm {2BaCO_{3}+Cl_{2}{\xrightarrow {t}}\ 2BaCl_{2}+2CO_{2}+O_{2}} }
Сполука має виражені осно́вні властивості і при сплавленні взаємодіє з амфотерними оксидами:
{\displaystyle \mathrm {BaCO_{3}+TiO_{2}{\xrightarrow {1300^{o}C}}\ BaTiO_{3}+CO_{2}} }
При нагріванні з коксом відновлюється:
{\displaystyle \mathrm {BaCO_{3}+C{\xrightarrow {>1000^{o}C}}\ BaO+2CO} }

## Застосування
Значна кількість карбонату барію йде на виробництво скла: його додавання надає склу міцність, збільшує густину і вагу, заломлення світла, а також поглинає рентгенівське випромінювання. BaCO3 додається до цегли і бетонів, щоб зменшити вивітрювання і збільшити опір матеріалу до дії сульфатів у воді (з якими він утворює нарозчинні сполуки).
Карбонат барію дрібної фракції застосовується для отримання фериту барію — промислово важливого магнітного матеріалу. А продукт реакції карбонату з оксидом титану TiO2, титанат барію, є фероелектриком із надвисокою діелектричною проникністю.
У фотографічній справі карбонат барію є реагентом для отримання сульфату барію, що зумовлює появу білих кольорів.